# Talens
Talens (pour Tutorat d'accompagnement lycéen de l'ENS) est un programme de l'École normale supérieure (ENS) visant à promouvoir la mixité sociale dans les études supérieures, notamment dans les filières d'études longues. Il cherche en particulier à favoriser l'égalité des chances dans l'accès aux grandes écoles.

## Contexte
Les chances d'être admis dans une grande école, et plus particulièrement dans les plus sélectives, dépendent fortement des origines sociales. En 2000, l'association Tremplin, créée par des étudiants de l'École polytechnique, lance un tutorat innovant qui augmente les chances des étudiants de lycées défavorisés à choisir et à réussir des études sélectives. Peu après, l'ESSEC lance le programme de tutorat « Pourquoi pas moi », et la Conférence des grandes écoles crée le groupe Ouverture sociale pour diffuser ces pratiques dans les grandes écoles. Le programme Talens naît du constat que cette question est particulièrement aiguë à l'ENS, dont 80 % des élèves sont issus des catégories sociales supérieures, intellectuelles et dirigeantes[réf. nécessaire].

## Historique

Logo de l'association Talens.

Début 2006, l'Association pour la politique à l'ENS (Pollens) organise une conférence sur la mixité sociale dans l'enseignement supérieur. Monique Canto-Sperber, directrice de l'ENS, demande alors à un groupe d'élèves de réfléchir à la question de l'ouverture sociale au sein de l'école. Ceux-ci construisent alors, en collaboration avec la direction de l'ENS, le programme « Entrer en prépa, entrer à l'ENS, c'est possible ! », opérationnel à la rentrée 2006.
Officiellement lancé lors d'une conférence de presse en octobre 2006 en présence de Gilles de Robien, alors ministre de l’Éducation nationale, le programme prend ses marques au cours du premier trimestre. Début 2007, trois élèves fondent l'association « Entrer en prépa, entrer à l'ENS, c'est possible ! », à laquelle adhèrent l'ensemble des tuteurs, afin de faciliter la gestion (financière et technique) du programme.
Après deux années de rodage qui ont été l'occasion de consolider les structures et les méthodes, l'association entame en 2008-2009 sa troisième année de tutorat, au moment où sa première promotion d'élèves entre dans les études supérieures. 
Rebaptisée TalENS, elle change de statut en 2010 - dès lors, elle n'est plus une association mais un programme du pôle PESU (Programmes de l'ENS pour l'égalité scolaire et universitaire), qui dépend de la direction des études de l'école, avec une volonté de pérenniser la démarche,.

## Objectifs et moyens d'action
Son objectif est donc de proposer à des élèves de lycées défavorisés de participer à un programme de tutorat individualisé (un tuteur normalien encadre entre trois et six élèves) basé sur trois priorités.
La priorité absolue est l'information : il est en effet souvent remarqué que les filières d'études longues sont méconnues des élèves, ce qui constitue une première sélection.
La deuxième priorité est l'accompagnement : le but est de consolider le niveau scolaire des élèves suivis pour assurer leur réussite académique, ainsi que leur donner confiance en eux en leur donnant la capacité de maîtriser certains sujets.
Enfin, la troisième priorité est l'ouverture, afin de diminuer les inégalités culturelles entre les élèves issus de différentes classes sociales à l'arrivée dans l'enseignement supérieur.

## Quelques chiffres
En 2008-2009, 60 tuteurs encadrent 175 élèves de Première et Terminale et continuent à suivre 55 élèves entrés dans le supérieur en septembre 2008. Les lycées partenaires sont situés en région parisienne (Aubervilliers, Paris XII, Saint-Denis, Saint-Ouen et Sarcelles) et en province (Clermont-Ferrand, Épinal, Figeac, Lille et Sète), grâce à un système de visioconférence. En 2017, dix ans après le démarrage, le dispositif existe toujours et 350 lycéens en bénéficient,.